# Askøy
Askøy er en ø og en kommune i Vestland fylke i Norge. Øen er helt omgivet af fjorde; i nord ligger Radøy, i nordøst Meland, i sydøst Bergen, i sydvest Fjell og i nordvest Øygarden.
Kommunecentrum er Kleppestø. Fra Kleppestø går der hurtigbåd, som tager 10 minutter ind til Bergen centrum. I 1992 åbnede Askøybroen, som nu er hovedforbindelsen til Bergen. Broen blev finansieret med bompenge i årene 1992-2006. Der er to rigsveje, som går gennem Askøy.
Navnet Askøy stammer fra gården Ask på østsiden af øen. Et gammelt navn på Askøy er Fenring, et navn som går igen i sagalitteraturen.
Kommunen omfatter også øerne Herdla, Hanøy, Ramsøy og Horsøy. Dertil kommer en række mindre øer. Øens højeste fjeldtop hedder Kolbeinsvarden.
Ved grænsereguleringer i 1964 fik Askøy kommune overført dele af gamle Herdla herred sammen med de dele af Meland kommune, som lå på Askøy.
Fra 1837 til 1918 var Laksevåg på fastlandet en del af Askøy kommune.
Lokalavisen Askøyværingen dækker Askøy kommune.